# On the Run-tour

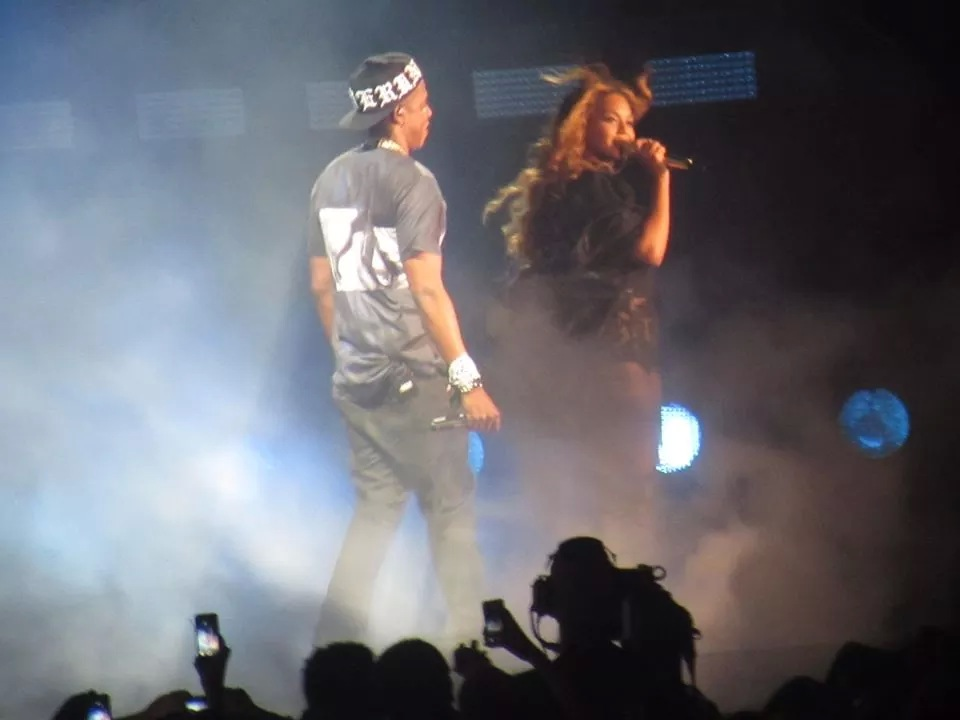
Beyoncé en Jay-Z spelen samen " Drunk in Love ".

De On the Run Tour was een co-headliner stadiontour door de Amerikaanse artiest Beyoncé en rapper Jay-Z, ook wel bekend als duo The Carters. De gezamenlijke tournee kwam kort nadat de twee hun eigen solotours hadden beëindigd - Beyoncé's The Mrs. Carter Show World Tour en Jay-Z's Magna Carter World Tour (beide 2013-2014). De naam van de tour is afgeleid van het nummer "Part II (On the Run)" uit 2013, opgenomen op Jay-Z's album Magna Carta Holy Grail, waarop Beyoncé te horen is. Samen met de aankondiging van de onderneming werd een officiële poster voor de tour uitgebracht, waarop te zien is hoe Beyoncé en Jay-Z elkaar omhelzen terwijl ze gekleed zijn in zwarte skimaskers. Het is een soort van vervolg op het verhaal dat te vinden is in de eerste single van het koppel uit 2002, " '03 Bonnie & Clyde " en "Part II (On the Run)".
Vanwege de grote vraag naar tickets die op meerdere locaties binnen enkele minuten uitverkocht waren, werden er extra tourdata aan het reisschema toegevoegd. De tour werd een commercieel succes, met een brutowinst van $ 96 miljoen in de eerste 19 Noord-Amerikaanse shows en $ 109,7 miljoen in totaal, evenals een totaal aantal bezoekers van 979.781. Het was de vijfde meest succesvolle tour van 2014, volgens het magazine van Pollstar. De show werd in zijn geheel uitgezonden op 20 september 2014 en uitgezonden op het Amerikaanse televisienetwerk HBO, na de opnames van de twee concerten in Parijs, Frankrijk, waar de tour eindigde.

## Promotie
De tour werd officieel aangekondigd op 28 april 2014 via de Facebook- pagina van Jay-Z. Aankondigingen volgden kort daarna via de website van Beyoncé en een officieel persbericht.  Er werd een pre-sale gehouden voor de grote fans. Een schrijver voor Billboard merkte op dat Chase een verrassende kandidaat was voor de officiële toursponsor vanwege hun gebrek aan ervaring in de concertindustrie in vergelijking met de livemuzieksponsorreuzen zoals Citi en American Express. Chase zou naar verluidt de "11th-hour" -deal hebben gescoord vanwege eerdere connecties met Roc Nation Sports (eigendom van Jay-Z) en een bod van $ 4 miljoen op de positie.  
Na de aankondiging van de tour werd onthuld dat $ 1 van elk verkocht ticket en een deel van de opbrengst van bepaalde VIP-tickets naar de Shawn Carter Foundation zou gaan (genoemd naar de geboortenaam van Jay-Z), die bestaande studenten van de stichting zou helpen en ondersteunen. Ook werd er een grote voedselinzamelactie gehouden in Houston. De campagne "overtrof de verwachtingen", met 2.500 mensen die meer dan 10 ton voedsel schonken. 

## Setlist
1. "'03 Bonnie & Clyde"
2. "Upgrade U"
3. "Crazy in Love"
4. "Diamonds from Sierra Leone"
5. "I Just Wanna Love U (Give It 2 Me)"
6. "Tom Ford"
7. "Run the World (Girls)"
8. "Flawless"
9. "Yoncé"
10. "Jigga My Nigga"
11. "Dirt off Your Shoulder"
12. "Naughty Girl" (contains elements of "Inta Omri" by Umm Kulthum) / "Big Pimpin'"
13. "Ring the Alarm"
14. "On to the Next One"
15. "Clique" / "Diva"
16. "Baby Boy"
17. "U Don't Know"
18. "Haunted"
19. "No Church in the Wild"
20. "Drunk in Love"
21. "Public Service Announcement"
22. "Why Don't You Love Me"
23. "Holy Grail"
24. FuckWithMeYouKnowIGotIt"
25. "Beach Is Better" / "Partition"
26. "99 Problems"
27. "If I Were a Boy" / "Ex-Factor"
28. "Song Cry"
29. "Resentment"
30. "Love on Top"
31. "Izzo (H.O.V.A.)"
32. "Niggas in Paris"
33. "Single Ladies (Put a Ring on It)"
34. "Hard Knock Life (Ghetto Anthem)"
35. "Pretty Hurts"
36. "Part II (On the Run)"

Encore
1. "Young Forever" / "Halo"

## Shows
| Datum             | Stad            | Land             | Locatie                  | Aanwezigheid (Tickets verkocht / beschikbaar) | Winst         |
| ----------------- | --------------- | ---------------- | ------------------------ | --------------------------------------------- | ------------- |
| 25 juni 2014      | Miami Gardens   | Verenigde Staten | Sun Life-stadion         | 49.980 / 49.980                               | $ 5.450.026   |
| 28 juni 2014      | Cincinnati      | Verenigde Staten | Great American Ball Park | 37.863 / 37.863                               | $ 4.250.931   |
| 1 juli 2014       | Foxborough      | Verenigde Staten | Gillette Stadium         | 52.802 / 52.802                               | $ 5.738.114   |
| 5 juli 2014       | Philadelphia    | Verenigde Staten | Burgers Bank Park        | 40.634 / 40.634                               | $ 5.141.381   |
| 7 juli 2014       | Baltimore       | Verenigde Staten | M&T Bank-Stadium         | 51.212 / 51.212                               | $ 5.016.036   |
| 9 juli 2014       | Toronto         | Canada           | Rogers Centre            | 48.029 / 48.029                               | $ 4.943.390   |
| 11 juli 2014      | East-Rutherford | Verenigde Staten | MetLife-Stadium          | 89.165 / 89.165                               | $ 11.544.187  |
| 12 juli 2014      | East-Rutherford | Verenigde Staten | MetLife-Stadium          | 89.165 / 89.165                               | $ 11.544.187  |
| 15 juli 2014      | Atlanta         | Verenigde Staten | Georgie Dome             | 48.938 / 48.938                               | $ 5.210.602   |
| 18 juli 2014      | Houston         | Verenigde Staten | Minute Maid Park         | 40.103 / 40.103                               | $ 5.235.438   |
| 20 juli 2014      | New Orleans     | Verenigde Staten | Mercedes-Benz Superdome  | 42.374 / 42.374                               | $ 5.206.490   |
| 22 juli 2014      | Arlington       | Verenigde Staten | AT&T-stadion             | 41.463 / 41.463                               | $ 5.050.479   |
| 24 juli 2014      | Chicago         | Verenigde Staten | Soldier Field            | 50.035 / 50.035                               | $ 5.783.396   |
| 27 juli 2014      | Winnipeg        | Canada           | IG Field                 | 29.542 / 29.542                               | $ 3.187.580   |
| 30 juli 2014      | Seattle         | Verenigde Staten | T-Mobile Park            | 40.615 / 40.615                               | $ 4.339.642   |
| 2 augustus 2014   | Pasadena        | Verenigde Staten | Rose Bowl                | 96.994 / 96.994                               | $ 10.993.245  |
| 3 augustus 2014   | Pasadena        | Verenigde Staten | Rose Bowl                | 96.994 / 96.994                               | $ 10.993.245  |
| 5 augustus 2014   | San Francisco   | Verenigde Staten | AT & T-park              | 73.020 / 73.020                               | $ 8.887.539   |
| 6 augustus 2014   | San Francisco   | Verenigde Staten | AT & T-park              | 73.020 / 73.020                               | $ 8.887.539   |
| 12 september 2014 | Parijs          | Frankrijk        | Stade de France          | 147.012 / 147.012                             | $ 13.631.722  |
| 13 september 2014 | Parijs          | Frankrijk        | Stade de France          | 147.012 / 147.012                             | $ 13.631.722  |
| Totaal            | Totaal          | Totaal           | Totaal                   | 979.781 / 979.781 (100%)                      | $ 109.610.198 |